# ناحیه ادامز، شهرستان گرنت، داکوتای جنوبی
ناحیه ادامز، بخش گرنت، جنوب داکوتا (به انگلیسی: Adams Township, Grant County, South Dakota) در ایالات متحده آمریکا است که در داکوتای جنوبی واقع شده‌است.

## خصوصیات
ناحیه ادامز ۱۴۱٫۲ کیلومترمربع مساحت و ۱۶۹ نفر جمعیت دارد و ۳۶۴ متر بالاتر از سطح دریا واقع شده‌است.